# Frans Karjagin
Frans Mikael Karjagin (ur. 11 czerwca 1909 w Helsinkach, zm. 16 lipca 1977 w Hyvinkää) – fiński piłkarz występujący na pozycji obrońcy.

## Życiorys
W trakcie swojej kariery występował w Helsingin Palloseura, w Töölön Vesa i w HIFK Fotboll. Wraz z tym ostatnim świętował zdobycie czterech mistrzostw kraju.
W latach 1929–1941 rozegrał 57 meczów w reprezentacji Finlandii.